# Comutador (eletricidade)
Aparelho que serve para substituir uma porção do circuito elétrico por outra, ou para modificar sucessivamente as conexões de diversos circuitos. 
Quando acrescentamos um comutador a saída de um gerador elementar, eliminamos um dos anéis coletores. Cada uma das extremidades da espira é ligada a um dos segmentos do anel, os segmentos são isolados eletricamente, de forma que não haja o contato elétrico entre eles, com o eixo ou com qualquer outra parte da armadura. A ação de converter corrente alterna (ou alternada) em corrente contínua é chamada de comutação. As escovas são colocadas em posição opostas, e os segmentos do anel são expostos de tal maneira que são postos em curto-circuito pela escova, quando a espira passa pela posição em que a tensão é zero.